# Вилла Паризио
Вилла Паризио — вилла в мальтийской деревне Лиджа. Она была построена в 16 веке семьей Мускати, и в конечном итоге перешла в руки семей Паризио, де Пиро и Стрикленд. В настоящее время она является резиденцией Фонда Стрикленда, а также домом Роберта Хорниолда-Стрикленда и его семьи. Мейбл Стрикленд выкупила виллу Паризио в 1943 году. При создании Фонда Стрикленда она также оставила пункт о том, что резиденция её фонда в любое время может переехать в любое другое место на Мальте.

## История
Считается, что вилла Паризио была построена где-то в 16 веке как летняя резиденция семьи Мускати. Самое раннее упоминание о здании датируется 1567 годом. В 1797 году она была унаследована Паоло Паризио Мускати, а после его смерти в 1841 году перешла к его жене Антонии Мускати Ксаре. Вилла была куплена леди Маргарет Стрикленд, женой лорда Стрикленда в 1938 году.
Позже вилла была куплена в 1943 году Мейбл Стрикленд, которая жила там до своей смерти в 1988 году. Сейчас здесь располагается фонд Стрикленда, основанный Мейбл в 1979 году. Ею также была основана газета Times of Malta в 1935 году.
Право собственности на виллу в настоящее время оспаривается между фондом Стрикленда и Робертом Хорниолдом-Стриклендом, единственным наследником Мейбл Стрикленд.

## Сады
На территории виллы разбит собственный сад с апельсиновыми и оливковыми деревьями.